# Koźmin Wielkopolski
Koźmin Wielkopolski este un oraș în Polonia. În 2015 avea 6679 de locuitori.